# Jerry Tollbring
Jerry Tollbring (født 13. September 1995 i Rimbo) er en svensk håndboldspiller, der spiller for GOG i Herrehåndboldligaen og Sveriges herrehåndboldlandshold.
Han deltog under EM i herrehåndbold 2016 i Polen.

## Håndboldkarriere
Tollbring startede sin karriere i Rimbo HK, i hans hjemby Rimbo nær Norrtälje. Han fik sin debut som 15-årig for seniorholdet og spillede dengang med sine to brødre Jeff og Ken Tollbring, der spillede som bagspillere, mens Jerry var venstre fløj. Holdet blev trænet af faren Dick Tollbring. Efter Rimbo HK's første sæson i den bedste svenske række, Handbollsligan i 2013/2014-sæsonen, skiftede han til topklubben IFK Kristianstad. Den første sæson 2014/2015 vandt han det svenske mesterskab, hvilket blev klubbens første titel siden 1953 og fortsatte bedriften de efterfølgende to sæsoner.
I oktober 2016 skrev Tollbring under med den tyske Bundesliga-klub Rhein-Neckar Löwen, hvori kontrakten begyndte fra sæsonen 2017/2018.
I forbindelse med VM 2017 i Frankrig fik han sit store internationale gennembrud, og blev ved samme lejlighed valgt til turneringens officielle All Star-hold, som venstre fløj. I januar 2018 var han med til at vinde sin første medalje med landsholdet, i form at EM-sølv i 2018 i Kroatien.
I maj 2021 valgte han at afbryde sin kontrakt med Rhein-Neckar Löwen to år før tid, for at skrive under med den danske topklub GOG fra sæsonen 2021/2022. Her blev han topscorer i den danske liga i selvsamme sæson med i alt 266 mål. I november 2022 skrev han under med den tyske storklub Füchse Berlin.

## Privat
Han er også lillebror til Cassandra Tollbring, der også har spillet tophåndbold i Norge og Frankrig. Han danner derudover også par med den norske verdensstjerne Nora Mørk, der til daglig spiller i Team Esbjerg.